# Kaniów (Silésie)
Pour les articles homonymes, voir Kaniów.
Kaniów est une localité polonaise de la gmina de Bestwina, située dans le powiat de Bielsko-Biała en voïvodie de Silésie.